# 王世峰
王世峰，湖南湘潭人，是一名清朝政治人物。举人出身。
王世峰曾于1778年接替潘光曙任青浦县知县一职，1779年由边见龙接任。